# Jeremy Teela
Jeremy Scott Teela (Tonasket, 28 novembre 1976) è un ex biatleta statunitense.

## Biografia

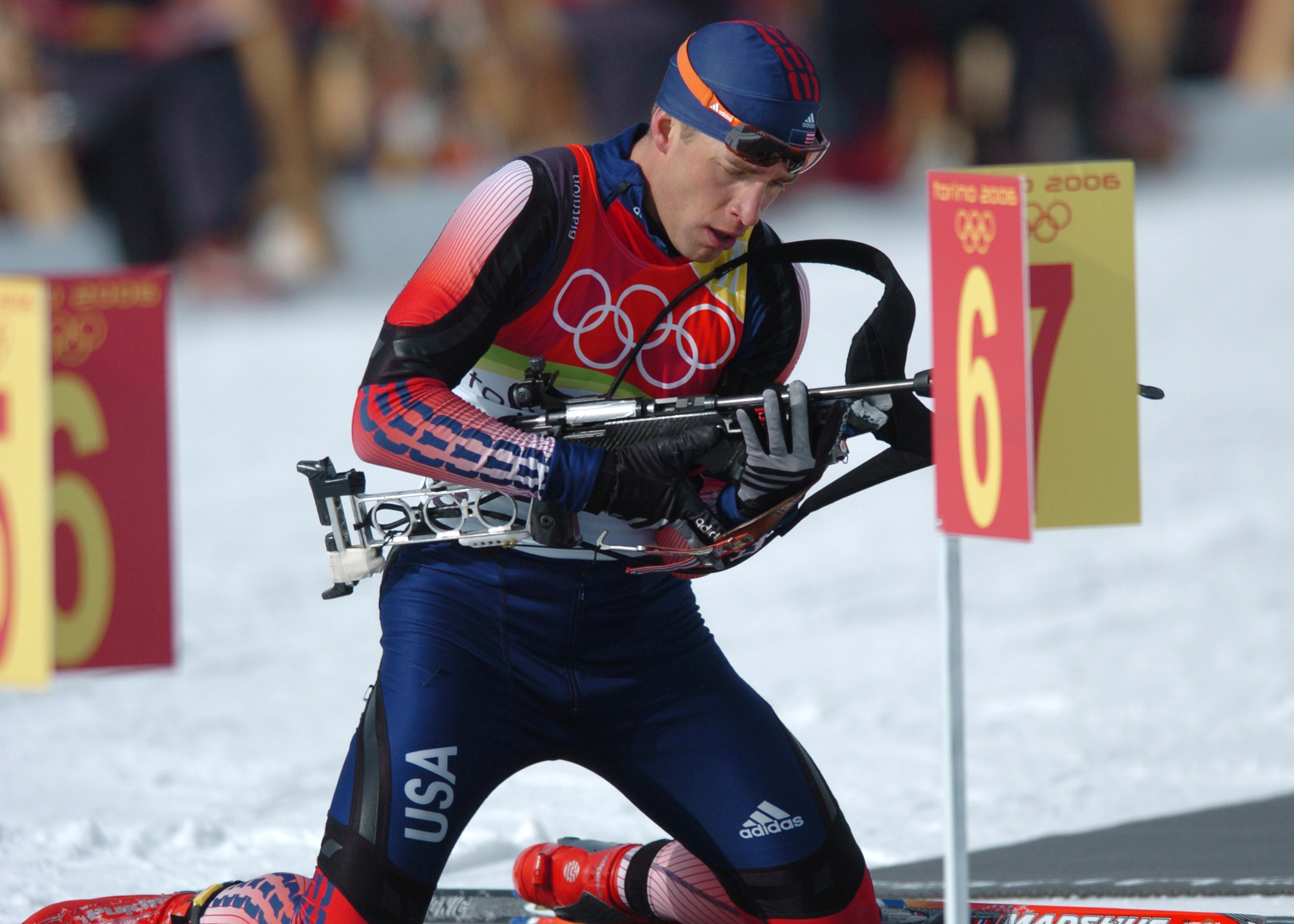
Teela in gara durante i XX Giochi olimpici invernali di

In Coppa del Mondo ottenne il primo risultato di rilievo l'11 gennaio 1997 a Ruhpolding (108°) e l'unico podio l'11 marzo 2009 a Vancouver Whistler (3º).
In carriera prese parte a tre edizioni dei Giochi olimpici invernali, Salt Lake City 2002 (20º nella sprint, 23º nell'inseguimento, 14º nell'individuale, 15º nella staffetta),  Torino 2006 (60º nella sprint, 51º nell'individuale, 9º nella staffetta) e  Vancouver 2010 (9º nella sprint, 24º nell'inseguimento, 29º nella partenza in linea, 13º nella staffetta), e a dieci dei Campionati mondiali (9º nella sprint a Pokljuka 2001 il miglior piazzamento). Si ritirò nel 2014.

## Palmarès

### Coppa del Mondo
- Miglior piazzamento in classifica generale: 48º nel 2003 e nel 2010
- 1 podio (individuale[1]):
  - 1 terzo posto